# Csehszlovákia

Csehszlovákia nyelvi térképe 1930-ban

Csehszlovákia (csehül és szlovákul: Československo, Česko-Slovensko) 20. századi, többnemzetiségű közép-európai ország volt. 1918–1939, majd 1945–1992 között állt fenn. Fővárosa és legnagyobb városa Prága volt. 1918 és 1939 között nyugatról és északnyugatról Németország, északról Lengyelország, délről Ausztria, Magyarország és Románia határolta. 1945 és 1992 között nyugatról az NSZK, északnyugatról az NDK, északról Lengyelország, keletről a Szovjetunió, délről Ausztria és Magyarország határolta. Tengerparttal nem rendelkező ország volt. 1918-ban hozták létre, miután felbomlott az Osztrák–Magyar Monarchia.
1938-ban a müncheni egyezmény értelmében a Szudétavidék Németország része lett, ezután Lengyelország megszállta Teschent, Magyarország pedig az első bécsi döntés következtében megkapta a túlnyomórészt magyarok által lakott dél-felvidéki területeket. 1939 márciusában az állam megszűnt, miután a németek megszállták a megmaradt cseh területeket (a német bábállam Cseh–Morva Protektorátus) Szlovákia kikiáltotta függetlenségét, Kárpátalja - 1938-ban megmaradt nagyobb részre - pedig Magyarországhoz került. A második világháborút követően visszaállították Csehszlovákia határait Kárpátalja kivételével, ami a Szovjetunióhoz került. 1948 és 1989 között szocialista államként a keleti blokk része volt. 1949-től a KGST és 1955-től a Varsói Szerződés tagja. 1968-ban az ország demokratizálására tett kísérlet elhozta a Prágai tavaszt, ami erőszakba torkollott, amikor a Szovjetunió fegyveresen, a Varsó Szerződés országainak támogatásával megszállta az országot. 1989-ben a bársonyos forradalom a kommunista rendszer végét hozta el Csehszlovákiában. 1989. november 17-én kezdődött és 11 nappal később a kommunista vezetők és a kommunista párt lemondásával ért véget. 1993. január 1-jén békésen különvált Csehországra és Szlovákiára.

## Hivatalos nevei
- 1918–1920: Cseh–Szlovák Köztársaság vagy Csehszlovák Köztársaság (rövidítése: RČS); rövidebben Cseh–Szlovákia vagy gyakran Csehszlovákia
- 1920–1938 és 1945–1960: Csehszlovák Köztársaság (ČSR [kezdetben RČS-nek rövidítve]); rövidebben Csehszlovákia
- 1938–1939: Cseh–Szlovák Köztársaság; Cseh–Szlovákia
- 1960–1990: Csehszlovák Szocialista Köztársaság (ČSSR); Csehszlovákia
- 1990 áprilisától 1992. december 31-ig: Csehszlovák Szövetségi Köztársaság (cseh változat) és Cseh–Szlovák Szövetségi Köztársaság (szlovák változat),
- utána: Cseh és Szlovák Szövetségi Köztársaság (ČSFR, rövidebben Csehszlovákia (cseh változat) és Cseh–Szlovákia (szlovák változat)

## Címere
1920–1945:  kis változat,  közepes változat,  nagy változat
1945–1960: 
1960–1990: 
1990–1992: 

## Államformái
- 1918–1968 (kivéve 1938–1945): Csehszlovák Köztársaság, centralizált ország;
- 1969–1992: Cseh Szocialista Köztársaságból (1990–1992: Cseh Köztársaság) és Szlovák Szocialista Köztársaságból (1990–1992: Szlovák Köztársaság) álló szövetségi köztársaság;
- 1918–1939 és 1945–1948 és 1990–1992: demokratikus köztársaság
- 1939–1945: szétszakadt Cseh–Morva Protektorátusra és Szlovák Köztársaságra
- 1945–1948: rövid időre helyreállt a demokratikus Csehszlovák Köztársaság
- 1948–1989: szocialista köztársaság
- 1990–1992: szövetségi köztársaság

## Szomszédai 1992-ben
- Németország
- Ukrajna
- Lengyelország
- Magyarország
- Ausztria

## Földrajza
Csehszlovákia részei a következők voltak:
- A korábban a "cseh korona országaiként" szereplő, cseh-német lakosságú nyugati országrészek; 1526-1918 között osztrák örökös tartományok:[1]
  - Csehország (Cesko, Böhmen): a Cseh-medencét és hegységkeretét magában foglaló országrész (52 ezer km², 1930-ban 7,1 millió lakos).
  - Morvaország és Cseh-Szilézia (Morava a Slezsko, Mahren und Schlesien): a Morva-medence és hegységkerete, valamint Szilézia kis déli része (27 ezer km², 1930-ban 3,6 millió lakos).

Az első világháború előtti két örökös osztrák tartomány közül Osztrák-Szilézia nagy része Lengyelországhoz került. A cseh-morva országrészek 10,7 milliós lakosságából (1930) a csehek 68, a németek 29%-ot tettek ki. A németek fő tömegei a határok mentén félkörívben, a cseheket három oldalról körülvéve éltek, de voltak német lakosságú szigetek az ország belsejében is.
- Az 1918-ig Magyarországhoz tartozott országrészek:[1]
  - A magyar Felvidék, Szlovákia (Slovensko) néven (49 ezer km², 1930-ban 3,3 millió lakos).
  - Kárpátalja (Rusinsko, Podkarpatská Rus) a volt Ung, Bereg, Ugocsa és Máramaros vármegye többségében ukránok (ruszinok) lakta része (13 ezer km², 1930-ban 725 ezer lakos).

Domborzata változatos volt. Az ország nyugati része a közép-európai rögvidékhez tartozott, azon belül a Cseh–Morva-medencéből és középhegyvidékből állt. A keleti területek döntően az Északnyugati-Kárpátok és – 1945-ig – az Északkeleti-Kárpátok hegyeiből, valamint a Kisalföld északi részéből. a Duna menti alföldből álltak.

### Területi változások a második világháború előtt, alatt és után
1938 szeptemberében a müncheni egyezmény értelmében Németországhoz kerültek a cseh országrészek nagyrészt német lakosságú határvidékei, az úgynevezett Szudétavidék (29 ezer km²,
3,4 millió lakos). 1938. november 2-án az első bécsi döntés Magyarországnak ítélte a Felvidék déli peremét, Szlovákia és a Kárpátalja döntően magyar lakosságú déli sávját (12 ezer km², 1,1 millió lakos). 1939 márciusában a maradék Csehszlovákia is darabokra hullott: a cseh országrészeket a németek megszállták, és Cseh–Morva Protektorátus néven bekebelezték a hitleri Harmadik Birodalomba (49 ezer km², 7 millió 1.). Ugyanakkor német bábállamként megalakult az első Szlovák Köztársaság (39 ezer km², 1940-ben 2,6 millió lakos), Kárpátalját pedig Magyarország szállta meg (12 ezer km², 665 ezer lakos).
A második világháború végén a győztes hatalmak helyreállították Csehszlovákiát az 1937-es határok között; kivéve:
- a túlnyomórészt ukrán lakosságú Kárpátalját 1945-ben a Szovjetunióhoz, azon belül az Ukrán Szovjet Szocialista Köztársasághoz csatolták
- az 1947-es párizsi béke Csehszlovákiához csatolt Magyarországtól további három dunántúli községet, úgymond a Pozsonyi-hídfő biztosítása érdekében.[3]

## Népessége

### Nemzetiségek
...Csehszlovákia már a multté, már régen elmerült a történelem süllyesztőjében, mint olyan mesterséges konstrukció, amely a Középduna-medence életén erőszakoltságánál fogva nem tudott diadalmaskodni. Bebizonyította, hogy az igazság a hazugságnál, a valóság a ferdítésnél és az élet az erőszaknál mindig erősebb és végül mindig győzedelmeskedik — még a Középduna-medencében is.
A megalakult Csehszlovákia több nemzetiségű állam volt. Nemzetiségeinek megoszlása ekkoriban: csehek (51%), szlovákok (16%), németek (22%), a magyarok (5%) és a ruszinok (4%) voltak A cseh uralkodó réteg meghirdette az egységes Csehszlovákia ideológiáját, ami állandósuló feszültséget teremtett a csehek és a szlovákok között éppúgy, mint az iparilag fejlett Szudéta-vidék német ajkú lakossága és a csehek között, valamint a magyar és a szlovák lakosság között.
A Csehszlovákiához csatolt felvidéki és kárpátaljai országrészben az 1910-es, Magyarország által rendezett népszámlálás 1084 ezer, az 1930-as csehszlovák népszámlálás 717 ezer (=18%) magyart mutatott ki. Az ukránok száma 1930-ban 560 ezer volt.
| Csehszlovákia nemzetiségi megoszlása (1921) | Csehszlovákia nemzetiségi megoszlása (1921) | Csehszlovákia nemzetiségi megoszlása (1921) |
| teljes népesség                             | 13 607 385                                  |                                             |
| ------------------------------------------- | ------------------------------------------- | ------------------------------------------- |
| csehszlovák                                 | 8 759 701                                   | 64,37%                                      |
| német nemzetiségiek                         | 3 123 305                                   | 22,95%                                      |
| magyarok                                    | 744 621                                     | 5,47%                                       |
| ruténok                                     | 461 449                                     | 3,39%                                       |
| zsidó vallásuak                             | 180 534                                     | 1,33%                                       |
| lengyelek                                   | 75 852                                      | 0,56%                                       |
| egyéb                                       | 23 139                                      | 0,17%                                       |
| külföldiek                                  | 238 784                                     | 1,75%                                       |

1945-ben a Beneš köztársasági elnök által kiadott dekrétumok a német és magyar kisebbségek teljes jog- és vagyonfosztását rendelték el. Ezután a potsdami konferencia döntései alapján kitelepítették az országból a mintegy 3 milliós német lakosságot, elsősorban a Szudétavidékről. Helyükre az ország minden részéből, köztük Szlovákiából is tömegével költöztettek embereket. (Köztük 44 ezer magyart is.) Tervezték a magyar nemzetiség erőszakos kitelepítését is, de a magyar kormánynak sikerült elérni, hogy ehelyett lakosságcserére kerüljön sor. Így csak annyi magyart telepíthettek ki, amennyi szlovákot Magyarországról toborozni tudtak. 1945-48 között így is 120 ezer szlovákiai magyar volt kénytelen Magyarországra költözni, míg innen 73 ezer szlovák települt át.
A csehszlovákiai lakosság 1991-es hivatalos összetétele a következő volt: Lakosság: 15 600 000 fő. Etnikumok: cseh 54,1%, szlovák 31,0%, morva 8,7%, magyar 3,8%, cigány 0,7%

### Vallások
1991: római katolikus: 46,4%, evangélikus: 5,3%, ateista: 29,5%, egyéb: 16,7%.

## Története

Csehszlovákia 1928–1938

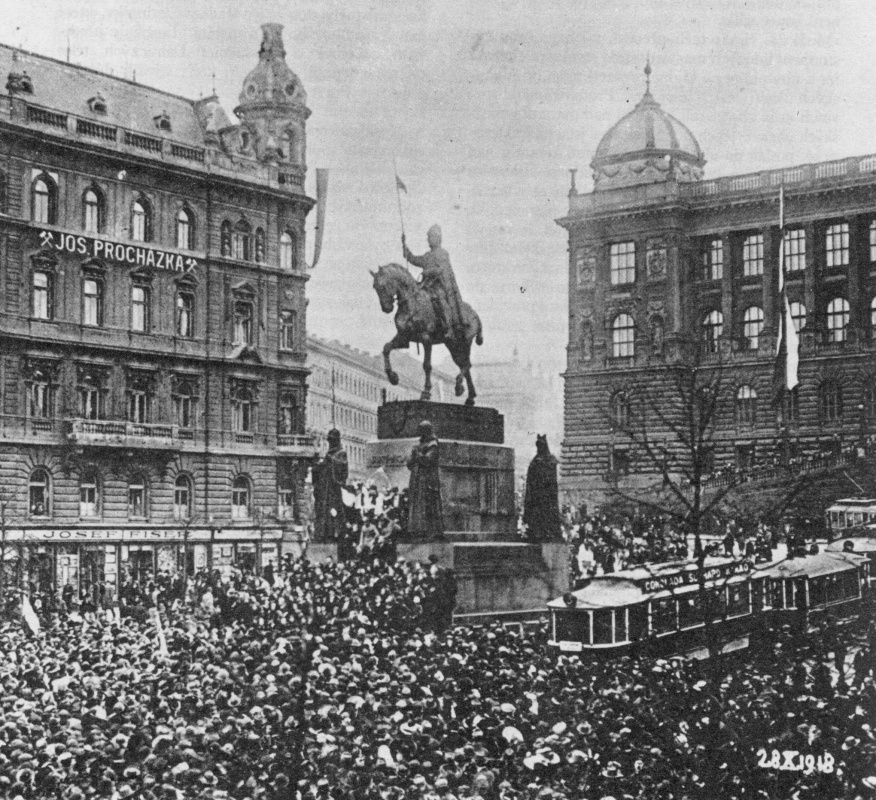
Hatalmas tömeg gyűlt össze 1918. október 28-án a prágai Vencel téren Csehszlovákia megalakulása alkalmából

### Megalakulása
Csehszlovákia 1918-ban alakult meg a széteső Osztrák–Magyar Monarchia ausztriai és magyarországi, zömében cseh, illetve szlovák lakosságú országrészeiből: a régi Csehországból, Morvaországból, Szilézia egy részéből valamint a Magyarországtól elcsatolt Felvidékből (a mai Kárpátalját is beleértve). Határait politikai alapon vonták meg a saint-germaini és a trianoni békeszerződések, azok az etnikai határokkal szinte sehol sem estek egybe. A két világháború közötti „első csehszlovák köztársaság” területe 140 ezer km², lakossága 1930-ban 14,7 millió fő volt (ebből 66,6% „csehszlovák”, 22,3% német, 4,8% magyar, 3,8% ukrán, 1,3% zsidó, 0,6% lengyel).
A Párizs környéki békeszerződések ezzel tulajdonképpen az Osztrák–Magyar Monarchia kicsinyített mását hozták létre, keresztmetszetét adva a vesztes birodalomnak a legfejlettebb cseh tartományoktól az elmaradott Kárpátaljáig. Az új állam uralkodóosztálya a feltörekvő cseh burzsoázia lett; a mesterséges államalakulatot a cseh nacionalizmus tartotta össze.
Az 1918. július 13-án megalakult Csehszlovák Nemzeti Bizottság (csehül: Národní výbor československý, szlovákul: Národný výbor česko-slovenský) az első világháború végén, 1918. október 28-án Prágában az antant támogatásával megszüntette az Osztrák–Magyar Monarchia fennhatóságát Csehország felett és átvette a kormányzást.

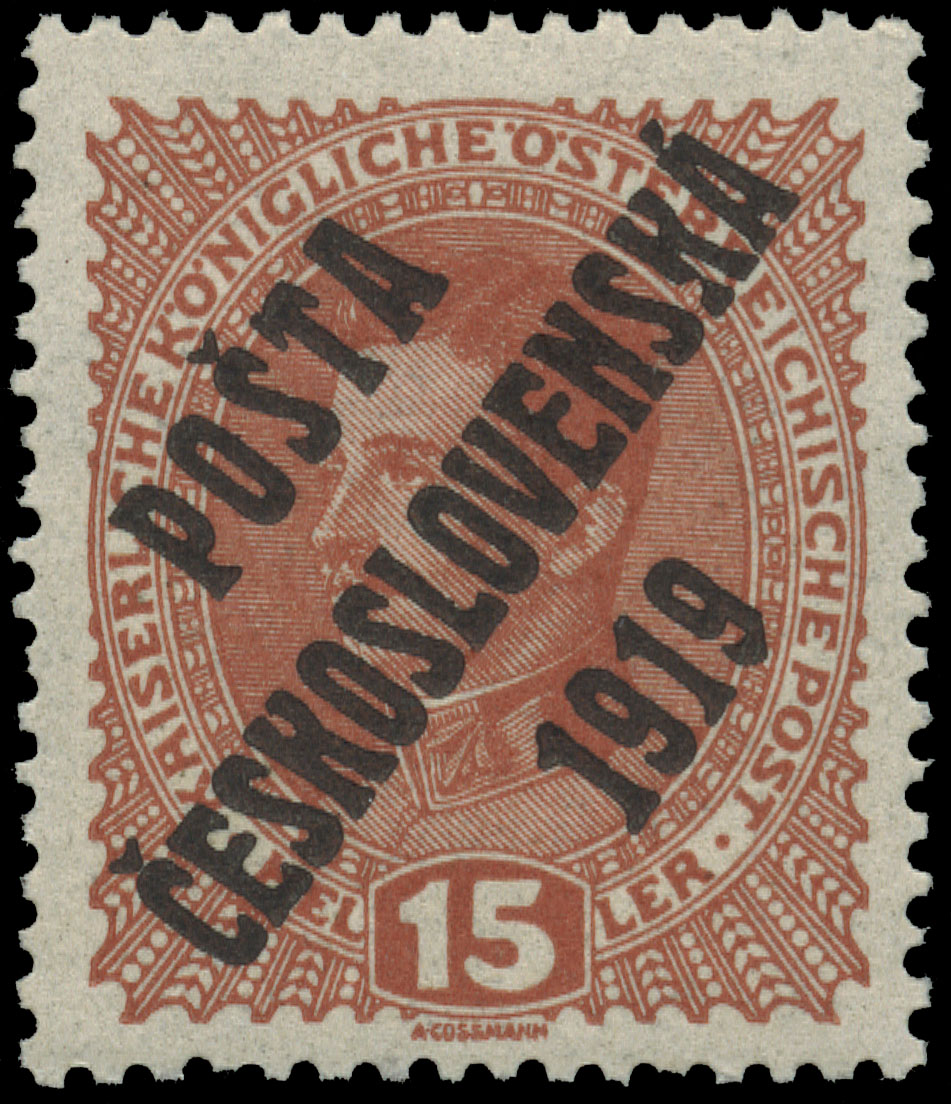
A kor egyik jelképe: a Monarchia bélyegén, amely IV. Károly királyt ábrázolja, ott az új csehszlovák felülbélyegzés

1918. november 14-én összeült a Nemzetgyűlés Prágában és proklamálta a Csehszlovák Köztársaságot. A megalakult új államot rövidesen sorban elismerték a győztes hatalmak.
A Nemzetgyűlés Tomáš Garrigue Masarykot választotta elnökké és meghatározta Csehszlovákia működési formáit, amelynek értelmében a törvényhozás 300 tagot számláló, hat évre választott képviselőházból és 150 tagot számláló, kilenc évre választott szenátusból állt. A képviselőház és a szenátus közösen választotta a köztársasági elnököt, hét évre. Az elnök nevezte ki minisztereket, a főbb hivatalok vezetőit, ő volt jogosult dönteni a háború és békekötés ügyében, a törvényhozás beleegyezésével. Az új törvény értelmében a választások listáról történtek, és titkosak voltak. Minden 21. életévét betöltött csehszlovák állampolgár, képviselőnek választható volt. Az első választásokat 1920 áprilisára írta ki az elnök.
Csehország 9, Morvaország és Szilézia 6, a Felvidék 6 közigazgatási kerületre lett felosztva. Általános hadkötelezettséget vezettek be, a férfiaknak 20 és 50 éves koruk között 14 hónapra kellett bevonulniuk.
Csehszlovákia a békeszerződés értelmében a németországi hamburgi és a stettini kikötőket szabadon használhatta.

### A két háború között
| 0. Lengyel–ukrán háború                                  | 1918. | 11. 01. - 1919. 07. 18.  |
| 1. Versailles-i békeszerződés                            | 1919. |                          |
| 2. Lengyel–szovjet háború                                | 1919. | 02. 14. - 1921. 03. 18.  |
| 3. Trianoni békeszerződés                                | 1920. |                          |
| 4. Rapallói egyezmény                                    | 1920. | november 12.             |
| 5. Francia–lengyel katonai szövetség (en)                | 1921. | február 16.              |
| 6. Rigai béke (en)                                       | 1921. | március 18.              |
| 7. Menetelés Rómába                                      | 1922. | október 28 - 29.         |
| 8. Korfui összetűzés (olasz-görög) (en)                  | 1923. | aug. - szept.            |
| 9. Müncheni sörpuccs                                     | 1923. | november 8.              |
| 10. A Ruhr-vidék francia–belga megszállása (en)          | 1923. | - 1925.                  |
| 11. Libia megszállása - Második olasz–líbiai háború (en) | 1923. | - 1932.                  |
| 12. Mein Kampf (Harcom) megjelenése                      | 1925. |                          |
| 13. Dawes-terv (en)                                      | 1924. |                          |
| 14. Locarnói egyezmény                                   | 1925. | december 01.             |
| 15. Young-terv (en)                                      | 1929. |                          |
| 16. Nagy gazdasági világválság                           | 1929. | október 24. – 1941.      |
| 17. Mandzsúria japán lerohanása (en)                     | 1931. | 09. 18. - 1932. 02. 26.  |
| 18. Mandzsukuo megszállása                               | 1931  | – 1942.                  |
| 19. Sanghaj-i január 28-i összetűzés (en)                | 1932. | 01. 28. – 03. 03.        |
| 20. Szovjet–lengyel megnemtámadási egyezmény             | 1932. | július 25.               |
| 21. Genfi leszerelési világértekezlet (en)               | 1932. | 02.02. - 1934.06.11.     |
| 22. Első hopeji hadjárat/A nagy fal védelme (en)         | 1933. | 01.01 - 05.31.           |
| 23. Belső-mongóliai hadjárat (en)                        | 1933. | - 1936.                  |
| 24. Hitler lesz a kormányfő és az államfő is egyben      | 1933. | - 1934.                  |
| 25. A tanggui fegyverszünet (en)                         | 1933. | május 31.                |
| 26. Németország újrafelfegyverzése elindul (en)          | 1933. | július 12.               |
| 27. Olasz–szovjet egyezmény (en)                         | 1933. | szeptember 2.            |
| 28. Belső-mongóliai hadjárat (en)                        | 1933. | ápr.- 1936. dec.         |
| 29. Németország elhagyta a leszerelési értekezletet (en) | 1933. | október 14.              |
| 30. Németország kilép a Nemzetek Szövetségéből (en)      | 1933. | okt. 19. - nov. 12.      |
| 31. Német–lengyel megnemtámadási egyezmény               | 1934. | január 26.               |
| 32. A Saar-vidéki népszavazás/visszatérés Németországhoz | 1935. | január 13.               |
| 33. Kötelező sorozás kezdődik Németországban újra (en)   | 1935. | március 16.              |
| 34. Francia–szovjet segítségnyújtási szerződés (en)      | 1935. | május 2.                 |
| 35. Szovjet–csehszlovák segítségnyújtási szerződés (en)  | 1935. | május 16.                |
| 36. He-Umezu egyezmény (en)                              | 1935. | 06. 10. - 1937. 07. 07.  |
| 37. Angol–német tengerészeti egyezmény (en)              | 1935. | június 18.               |
| 38. December 9-i megmozdulások Pekingben (en)            | 1935. | december 9.              |
| 39. Második olasz–etióp háború (abesszíniai háború)      | 1935. | 10. 3.- 1937. 02. 19.    |
| 40. A Rajna-vidéki bevonulás (en)                        | 1936. | március 7.               |
| 41. Spanyol polgárháború kezdete                         | 1936. | júl. 17. - 1939. ápr. 1. |
| 42. A Berlin–Róma-tengely (német–olasz egyezmény)        | 1936. | október 27.              |
| 43. Antikomintern paktum                                 | 1936. | november 25.             |
| 44. Suiyuan hadjárat (en)                                | 1936. | október - november       |
| 45. Hsziani válság (en)                                  | 1936. | december 12-26.          |
| 46. Második kínai–japán háború                           | 1937. | - 1945.                  |
| 47. A USS Panay-incidens (en)                            | 1937. | december 12.             |
| 48. Ausztria bekebelezése (Anschluss)                    | 1938. | március 12.              |
| 49. Májusi válság (német–cseh határ) (en)                | 1938. | május 19 - 23.           |
| 50. Haszan-tavi csata/Csangkufengi összecsapás           | 1938. | júl. 29. - aug. 11.      |
| 51. Német–csehszlovák kisháború (Ordnersgruppe) (en)     | 1938. | szeptember 16 - 17.      |
| 52. Müncheni egyezmény                                   | 1938. | szeptember 29.           |
| 53. A Szudéta-vidék Birodalomhoz csatolása (en)          | 1938. | október 01 - 10.         |
| 54. Első bécsi döntés                                    | 1938. | november 02.             |
| 55. A Szlovák Köztársaság kikiáltása                     | 1939. | március 14.              |
| 56. Csehszlovákia német megszállása (en)                 | 1939. | március 15.              |
| 57. Litvánia náci megfenyegetése, Memel elcsatolása (en) | 1939. | március 20 - 22.         |
| 58. Magyar–szlovák kis háború                            | 1939. | március 23 - 31.         |
| 59. A spanyol polgárháború végső hadműveletei (en)       | 1939. | március 26. - április 1. |
| 60. Danzigi válság (en)                                  | 1939. | március - augusztus      |
| 61. Angol függetlenségi garancia Lengyelországnak (en)   | 1939. | március 31.              |
| 62. Albánia olasz lerohanása (en)                        | 1939. | április 7-12.            |
| 63. Szovjet–angol–francia tárgyalások Moszkvában (en)    | 1939. | ápr. 15.- aug. 21.       |
| 64. Német–olasz barátsági és katonai szerződés           | 1939. | május                    |
| 65. Halhín-goli csata                                    | 1939. | május - szeptember       |
| 66. Molotov–Ribbentrop szerződés                         | 1939. | augusztus 23.            |
| 67. Lengyelország német lerohanása                       | 1939. | szept. 1. - okt. 6.      |

Csehszlovákia címere 1918-1938 között

Csehszlovákia az Osztrák–Magyar Monarchia egyik viszonylag fejlett utódállama lett, főleg a cseh ipar révén. Közlekedési hálózata is jó volt, azonban az örökölt vasút- és úthálózat kettős középpontjában Bécs, illetve Budapest volt. Nagy gondot okozott a vasúti gördülőanyag megosztása is. A vasúti és közúti hálózat átalakítása az az új területi viszonyokra hosszú évekre lekötötte az ország közlekedésfejlesztési kapacitásait.
A közállapotokra a demokratikus szellem töretlen megvalósulása volt jellemző.
A külpolitika homlokterében főképpen a szudétanémet- és a magyarkérdés állt. Mindkét esetben a nemzetiségi alapokon álló elszakadási törekvések megakadályozása volt a cél. Amikor Edvard Beneš lett a külügyminiszter, kezdeményezésére jött létre a kisantant, azaz a csehszlovák–román–jugoszláv szövetség, elsősorban a magyar revizionista törekvések nemzetközi elszigetelésére. A kisantant külpolitikáját, gazdaságpolitikáját, védelmi rendszerét egyaránt összehangolta. Franciaországgal is jó kapcsolatokat ápoltak. 1933-tól, Hitler hatalomra jutása után előtérbe került a Szudétavidék problémája. Ezzel párhuzamosan a magukat kisebbségnek érző szlovákok nemzeti érzései is felerősödtek, egyre inkább megfogalmazódott a csehszlovák szövetségből való kilépés kérdése is, az önálló nemzet megalakulásának lehetőségeit keresve.

### 1938–1939

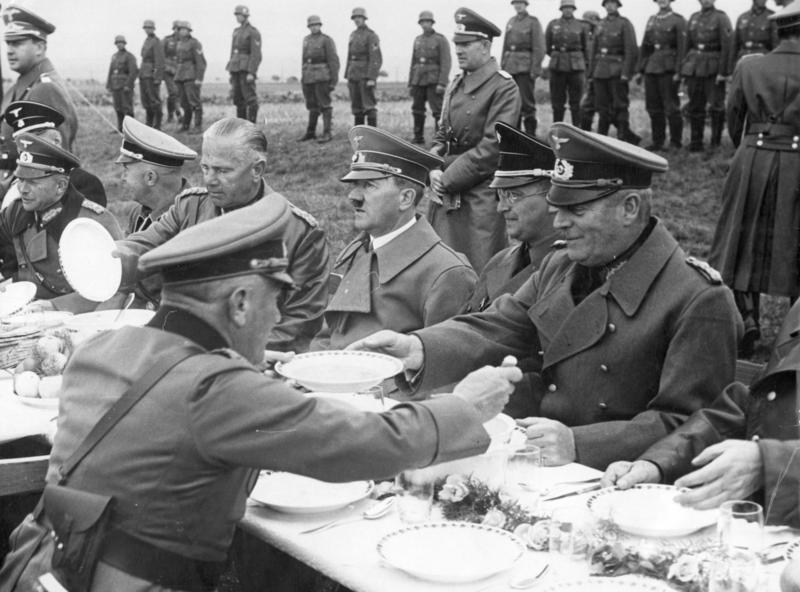
Adolf Hitler kíséretével a megszállt Szudétavidéken ebédel 1938. október 7-én

Az Anschlusst követően Adolf Hitler figyelme Csehszlovákia felé fordult. 1938-tól a német többségű Szudétavidéken zavargásokat szervezett, majd követelte „a rend helyreállítását”, majd megszállta a területet. Szeptember 15-én kiáltványban tette közzé, hogy a Szudétavidék Németország elidegeníthetetlen része. 1938. szeptember 29-én Németország, Olaszország, Franciaország és Nagy-Britannia aláírta a müncheni egyezményt, amely hivatalosan is kimondja, hogy Csehszlovákia köteles átengedni e területeket Németországnak.
A müncheni egyezmény értelmében Csehszlovákiának meg kellett egyeznie Magyarországgal és Lengyelországgal dél-szlovákiai és kárpátaljai területi kérdésekről. Miután ez az egyezség nem tudott létrejönni a megadott határidőkkel, Németország és Olaszország kezdeményezésére létrejött az első bécsi döntés, amelynek értelmében Magyarországhoz csatolták a Felvidék déli részét, összesen 11 882 km² nagyságban.

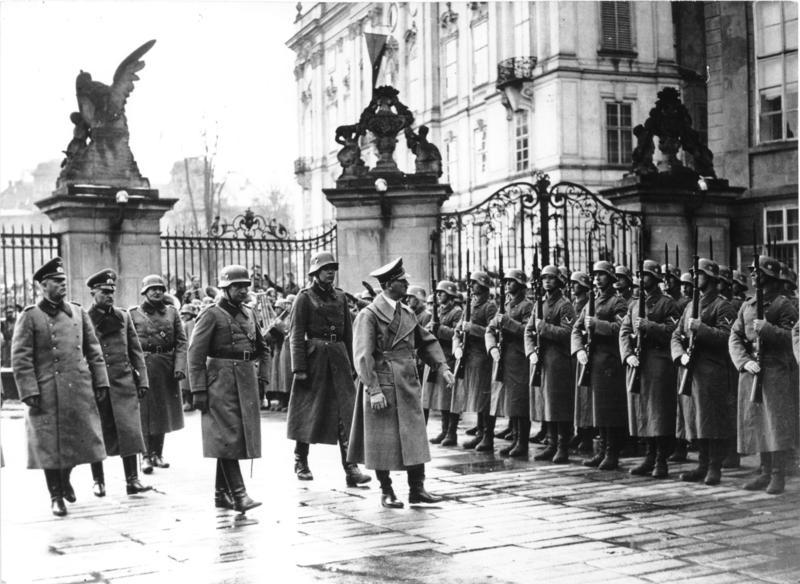
Adolf Hitler az elfoglalt prágai várban 1939. március 15-én, ahol bejelenti a német protektorátust Csehország és Morvaország felett. Ezzel Csehszlovákia elvesztette függetlenségét

Zsolna városában 1938. október 5-én Jozef Tiso a Szlovák Néppárt gyűlésén bejelentette az önálló és független szlovák kormány megalakulását formailag Csehszlovákián belül. A Jozef Tiso vezette szlovák kormány gyenge volt, teljes mértékben a Német Birodalom vezetőjétől, Adolf Hitlertől függött.
A nagymértékben meggyengült Csehszlovák Köztársaság gazdasága az új geopolitikai helyzet miatt megingott. Egy utolsó kísérletet tett a brit és a francia kormány, amikor 1939. január 27-én megállapodást kötött a cseh kormány pénzügyi támogatására.

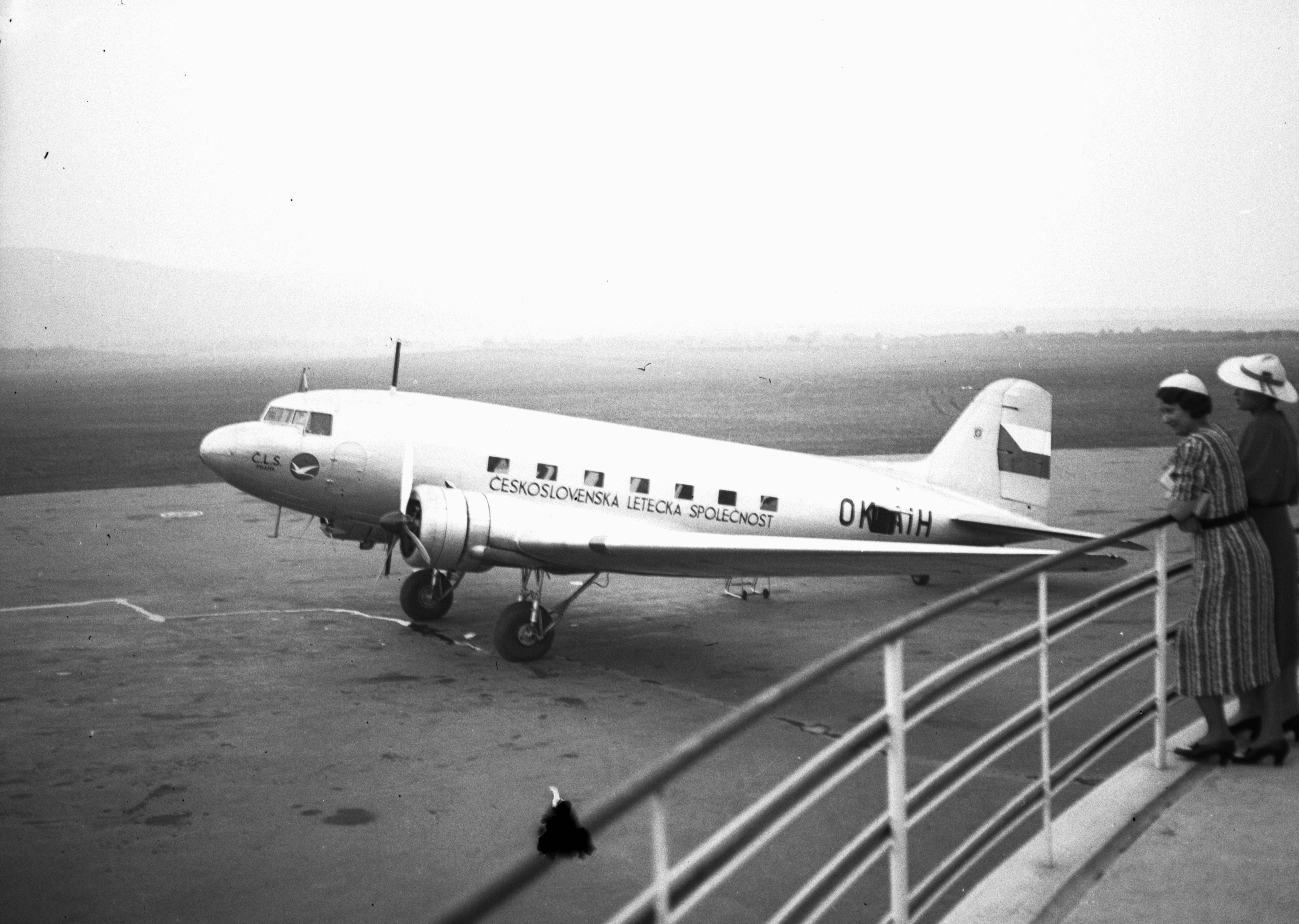
A csehszlovák ČLS légitársaság Douglas DC–3 típusú utasszállító repülőgépe a budaörsi repülőtéren 1939-ben

1939 elején Hitler már a Lengyelország elleni háborút készítette elő. Tervének fontos része volt a támadás biztosítása Csehszlovákia felől, ezért kezdeményezésére Tiso bejelentette az önálló szlovák állam létrejöttét. Ezzel párhuzamosan a csehszlovákiai ukránok is kikiáltották Kárpát-Ukrajna függetlenségét.
1939. március 15-én a hajnali órákban Németország megkezdte Cseh- és Morvaország megszállását, majd a Luftwaffe támogatásával Prága elfoglalását. 1939. március 16-án Hitler a prágai várban kihirdette a német protektorátust Csehország és Morvaország felett. Ezzel a független Csehszlovák Köztársaság megszűnt.

### A második világháború időszaka
A Csehszlovák Köztársaság területein a világháború alatt volt egy német megszállási övezet, a Cseh–Morva Protektorátus, a szlovák bábállam, a visszacsatolt felvidéki területek Magyarország részeként, és volt egy Lengyelországnak megítélt terület, ami a Lengyelország német megszállását követően szintén a Harmadik Birodalom része lett.
A cseh ipart alárendelték a német katonai céloknak, így elsősorban hadiipari profilt alakítottak ki. A német géppuskák, tankok, és tüzérségi eszközök, nagy része a Škoda gyár hadiipari üzemeiben készült, de más nagy cégek gyártását is átprofilírozták német tervek szerint. Teljes acél- és vegyipari gyárakat költöztettek a biztonságos hátországot jelentő volt csehszlovák területekre, ahol a helyi lakosság dolgozott, német irányítással.

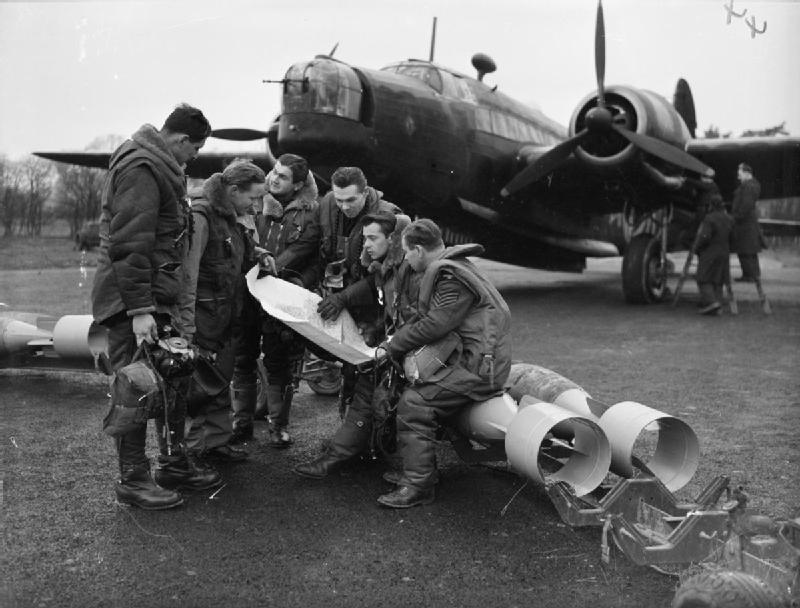
A brit hadsereg 311-es számú Cseh-repülőszázad Wellington repülőgépének cseh személyzete a térképet tanulmányozza bevetés előtt, 1941-ben, az angliai Norfolk katonai repülőterén

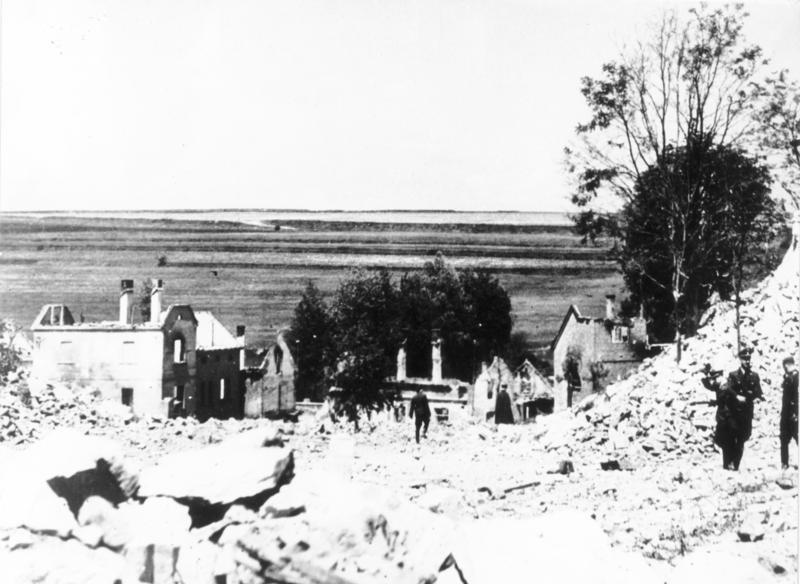
A Reinhard Heydrich tábornok ellen elkövetett merénylet megtorlásaként Lidice valamennyi lakóját legyilkolták a megszálló németek, és a várost földig rombolták

A francia–csehszlovák katonai szerződés kapcsán az emigráns csehszlovák hadsereg Franciaországban jött létre 1940. január 24-én, de erőteljes katonai erőt nem jelentett, bár az 1. sz gyalogos hadosztály részt vett a Franciaország elleni hadművelet utolsó szakaszában, csakúgy, mint néhány csehszlovák pilóta különböző francia repülőszázadok harcaiban.
Az emigrációba menekült Beneš létrehozta emigráns kormányát Londonban, amelyet 1940. július 19-én a brit kormány is elismert, míg a szovjet kormány csak később, 1941 nyarán.
Csehszlovákia megszállt területeken hamarosan megkezdődött a zsidók deportálása, aminek következtében a térség zsidó lakossága szinte teljes létszámában odaveszett (az 1930-as népszámlálás szerint 118 000 fő vallotta magát izraelita hitűnek az adott területen). Számos gettó, haláltábor működött a németek megszállta területen.
Az ellenállók által Reinhard Heydrich tábornok ellen elkövetett sikeres merénylet nyomán a megszállók kiirtották Lidice és Ležáky falvak teljes lakosságát.
1943-ban a német háborús erőfeszítések felgyorsultak. A Protektorátus területéről mintegy 350 000 cseh munkást szállítottak Németországba, hogy a több műszakos munkarendet tartani tudja a német gazdaság. Elrendelték, hogy a Cseh–Morva Protektorátus területén minden nem hadicélokat szolgáló üzem, vagy gyár szüntesse be a termelését, hogy a nyersanyagok és az energia egésze a hadiipar rendelkezésére álljon.
1943-tól fogva Edvard Beneš londoni emigráns kormányára nagy nyomás nehezedett a felelősség kérdésének háború utáni rendezését illetően. Az egyik visszatérő motívum a szudétanémetek  kitelepítése volt. Ezzel párhuzamosan a felvidéki területeken a magyarokkal szemben is előtérbe került a kollektív bűnösség kérdése.
A szovjet csapatok 1944. szeptember 21-én érték el az első csehszlovák települést, az északkelet-szlovákiai Kalinov falut, és 1945. május 9-én vonultak be Prágába.

### A Harmadik Köztársaság időszaka (1945–1948)

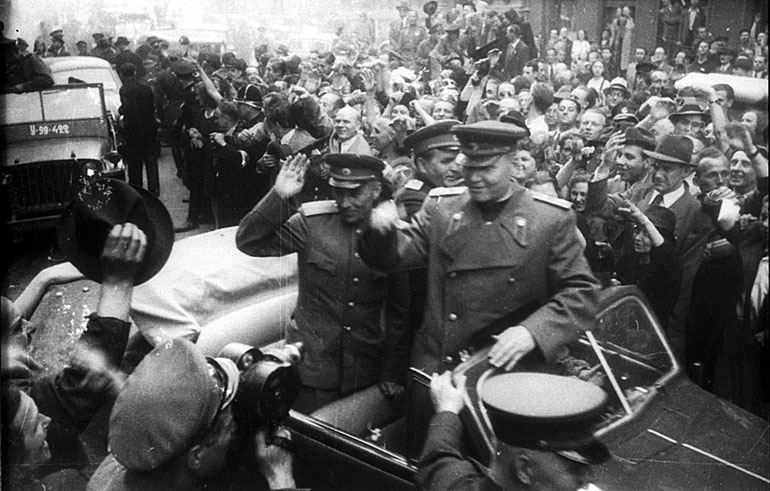
A szovjet Konyev marsall a Vörös Hadsereg által, a német uralom alól felszabadított Prágában, 1945 májusában

A szovjetek Kassán 1945. április 4-én ideiglenes csehszlovák kormányt hoztak létre. A Vörös Hadsereg felügyelte „Nemzeti Bizottság” fő feladata volt, hogy átvegye az irányítást azokban a városokban, amelyek megszabadultak német vezetés alól. 1945. május 5-én kitört a prágai felkelés a német megszállókkal szemben, amely a Vörös Hadsereg bevonulásáig folytatódott.
1945. június 15-én megkezdődtek a szudétanémeteket és magyarokat korlátozó intézkedések, az életbe lépő Beneš-dekrétumok alapján. 1946. november 1-ig a német nemzetiségű lakosok közül 2 232 544 főt telepítettek ki, majd 1947-ben további 80 000 főt.
Cseh adatok szerint 90 000 főt érintett a Csehszlovákiában élő magyar nemzetiségek lakosságcseréje. A vagyonelkobzásokkal is járó csehszlovákiai autonómia-háború 1948-ban zárult le állampolgársági nyilatkozattétellel . A Beneš-dekrétumok megítélése máig ható feszültség forrása Németország, Ausztria, Magyarország és Csehszlovákia mai utódállamai között.

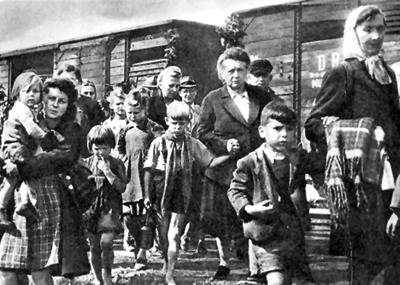
A szudétanémetek kiutasítása 1945 nyarán

A Csehszlovák Köztársaság visszakapta 1938 előtti országhatárait, a Szovjetuniónak átengedett Kárpátalját leszámítva. 1945-től fokozatosan erősödött a szovjet befolyás a politikai közéletben. Nem sokkal a háború után a csehszlovák haderők parancsnoka már a hadsereg szovjet mintára történő átalakításáról nyilatkozott. A háború alatt Moszkvában megalakult Cseh Kommunista Párt 1945-től fogva Csehszlovákiában működött és egyre nagyobb befolyással bírt. Motorja lett a már 1945-től fogva meginduló, a nagyobb ipari létesítményekre vonatkozó államosításoknak.
1946. május 1-jén Csehszlovákiában megtartották az első szabad, háború utáni választásokat, amelyen Csehszlovákia Kommunista Pártja a szavazatok 40%-át szerezte meg. A kommunisták foglalták el a belügyi, mezőgazdasági-, tájékoztatási miniszteri széket, és a miniszterelnök is kommunista jelölt, Klement Gottwald lett. Ráadásként a hadügyminiszterről, a választásokon függetlenként szereplő tábornokról, Ludvík Svobodáról is kiderült, hogy titokban a kommunista párt tagja. A Harmadik Köztársaság első kormányán belül egyre többször alakult ki markáns nézet különbség a kommunista párt miniszterei és a nem kommunista miniszterek között, amely idővel kormányválsághoz vezetett. A válság közvetlen előzményévé az vált, hogy a Csehszlovák Kommunista Párt 1948 februárjában meghirdette új, egyebek közt a mezőgazdasági földeket érintő államosítási programját Hradec Královéban, amely nagy vitát váltott ki a kormányon belül. A program megvalósítása meg is kezdődött. Az államosításokkal szembeni tiltakozásul a kormány nem-kommunista miniszterei lemondtak 1948. február 20-án. Az államfő új ügyvivő kormány megalakulását sürgette, amely ennek ellenére sem jött létre február 25-ig. Az öt nap alatt zavargások kezdődtek országszerte. A megmozdulások és a tüntetések hátterében, különösen a felfegyverzett népi milícia megjelenése mögött a kommunista párt állt.
Végül 1948. február 25-én kommunista hatalomátvételre került sor. A baloldali puccs létrejöttét hosszú időn keresztül azzal indokolták, hogy a kormányválság tulajdonképpen „csehszlovák burzsoázia ellenforradalmi puccskísérlete” volt, de a „nép ezt nem hagyta, és létrehozta a népi demokratikus köztársaságot”. A kommunista hatalomátvételt csak a polgári erők kizárásával lehetett megvalósítani. Ezzel a „Diadalmas februárral” – ahogy ötven éven keresztül emlegették - szovjet támogatással létrejött a totalitárius rezsim. 1948. március 10-én, tisztázatlan körülmények között elhunyt a kormány egyik neves, nem kommunista minisztere, Jan Masaryk is.

### A szocializmus első korszaka (az ötvenes évek)
1948. február 25-én az elnök Edvard Beneš a kommunista többség nyomására Klement Gottwaldot nevezte ki miniszterelnöknek a már csak névlegesen koalíciós kormány élére. Május 9-én ült össze először a baloldali tagokból álló, „megtisztult” Országgyűlés, amely hamarosan elfogadta az új,  kommunista alkotmányt. Edvard Beneš ezt aláírta, majd új választásokat írt ki május 30-ra. A kommunista ellenőrzés alatt lezajló választásokon győzött a baloldal. Edvard Beneš június 2-án lemondott (majd szeptember 3-án meghalt). Június 14-től Klement Gottwald lett az elnök. Az ország neve Csehszlovák Köztársaság helyett Csehszlovák Népköztársaság lett.
Megkezdődött az ország átalakítása, és szovjet típusú szocializmus jegyében. A vállalatok, gyárak, intézmények, iskolák állami tulajdonba kerültek. Bevezették a tervgazdálkodást, és az oktatás is állami felügyelet alá került.
1948 szeptemberében a kormány elrendelte a kényszermunkatáborok létrehozását, főképp bányákban, uránbányákban, amelyekben a politikailag megbízhatatlan személyek, kulákok, papok, a polgári korszak intellektusai – közel 22 000 ember dolgozott embertelen körülmények között. Ezzel a kommunista vezetés szisztematikusan felszámolta a potenciális ellenzék minden számításba jöhető erejét. 1952-től Csehszlovákiában is előtérbe kerültek a sztálinista minta alapján működő koncepciós perek, elsősorban a Kommunista Párt vezetői ellen, de a visszaszorított szlovák nemzeti érzések is alapul szolgáltak bebörtönzéseknek, leváltásoknak, áthelyezéseknek.
Nagy változások voltak a gazdasági életben is. Szovjet mintára az ipari fejlesztésekre került a hangsúly, különösen a nehézipar, főképp a hadiipar került előtérbe. Megkezdődött a korábban elsősorban mezőgazdaságáról ismert szlovákiai területeken is az iparosítás. 1949-ben megindult az első ötéves terv, ahol a mezőgazdaság kollektivizálása (erőszakos téeszesítés) és a nehézipar élvezett prioritást. Az ipari szektorban a hangsúly a kohászatra, gépgyártásra és szénbányászatra került. Az ipari fejlődés gyorsasága az ötvenes években papíron lenyűgöző számokat eredményezett. A termelés növekedése meghaladta a gyorsan fejlődő Japánt, Németországi Szövetségi Köztársaságot is, amely a szocialista országok élvonalába emelte a Csehszlovák Népköztársaságot.
A belpolitikában a polgári szabad gondolkodás jelentette a legnagyobb veszélyt a baloldali diktatúrának. 1949. november 5-én kivégeztek egy csoportot, akik állítólag „antikommunista felkelést szítottak” 1949 májusában. Klement Gottwald halála után Antonín Zápotocký lett az új elnök, akinek nevéhez több véresen elfojtott tiltakozás és néhány erőteljesen levert (Plzen) zavargás fűződik, a katasztrofális valutareformja mellett.
Az 1957-ben az elhunyt Zápotocký elnök helyére Antonín Novotný került, aki fokozatosan leállította a politikai indíttatású kivégzéseket. Az utolsóra 1960. november 17-én került sor (Vladivoj Tomek - politikai elítélt).
Külpolitikájában Csehszlovákia követte a szovjet elképzeléseket, s alapító tagja lett a KGST-nek 1949-ben, és ugyancsak alapítója volt 1955-ben a Varsói Szerződésnek, a térség katonai csoportosulásának.

### A szocializmus második korszaka (az enyhülés évei)

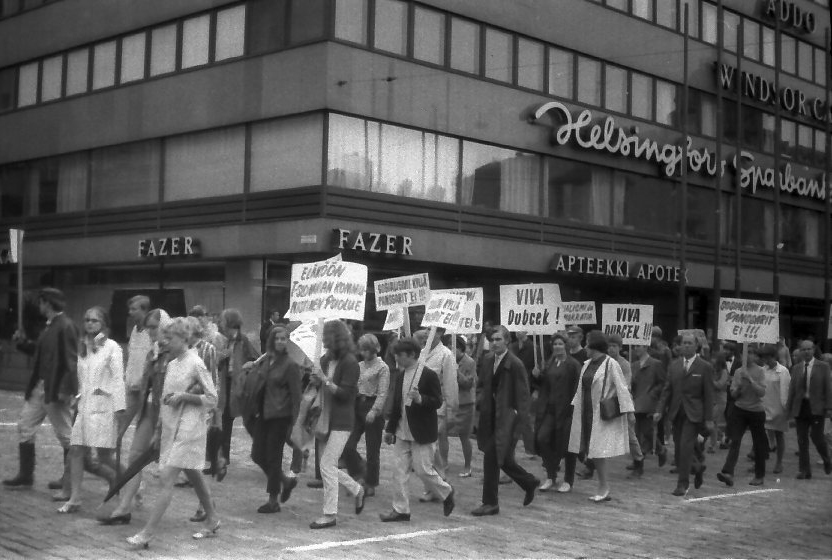
Tüntetés Helsinkiben a csehszlovákiai invázió ellen. 1968

Csehszlovákia a szocialista fejlődésének következő lépcsőfokán, az elért „történelmi fejlődést” rögzíteni akarta, és 1960. július 11-én életbe léptette új alkotmányát, amelynek egyik következményeként megváltoztatták az ország nevét Csehszlovák Szocialista Köztársaságra.
A Szovjetunióban a hatvanas évek közepéig tartó rövid politikai enyhülés időszaka, átsugárzott más szocialista berendezkedésű országokra, így Csehszlovákiára is. Az 1963-as időszakra viszont már a gazdasági válság jelei kezdtek kibontakozni szerte az országban. A nagyüzemi, és nehézipari fejlesztések lezajlottak, technológiai modernizáció szüksége elengedhetetlenné vált majd minden téren. A mennyiségi mutatók helyett a minőség vált új tényezővé, amelyhez kapcsolhatóan más típusú irányítási rendszerre volt szükség. Az új vezetési koncepció kialakítása folyamatos halasztást szenvedett, és az elmaradt intézkedések felhalmozódtak, mert azt rendre visszautasította a politikai elit. Mind a gazdasági, mind a politikai életben feltorlódtak a nehézségek.
A szovjet enyhülés hatására ezeket a hibákat egyre nyíltabban lehetett feltárni politikai nagygyűléseken, egyre nagyobb fórumokon beszéltek nyíltan ezekről – ami akkoriban szokatlan volt az egész szocialista tábor országaiban is. A problémák nyílt feltárása eljutott a legmagasabb politikai szintekre, olyannyira, hogy a Csehszlovák Kommunista Párt (CSKP) 1968 januári plénuma azt a feladatot tűzte ki, hogy a feltárt hibákat kijavítsa. Antonin Novotný lemondott elnöki és pártvezető posztjáról, helyére Alexander Dubčeket választották meg, aki egy demokratikus átalakulási folyamatot hirdetett meg. Ez az enyhülési program ajtót nyitott a kommunista diktatúra zárt rendszerében (Prágai tavasz), s hatása jóval túl mutatott Csehszlovákián.
Egy ponton túl, amikor a többpártrendszer, s a demokratikus választások kérdése napirendre került, a szovjet külpolitika egyre erősebben „csendes ellenforradalomként” tekintett a folyamatra.
1968 augusztusában a Varsói Szerződés tagállamainak megbízottjai szovjet kezdeményezésre több alkalommal is találkoztak egymással. Ezeken a megbeszéléseken a Szovjetunió egységes fellépést sürgetett a csehszlovák „jobboldali revizionista, burzsoá restaurációs” törekvésekkel szemben, amelyek „veszélyeztetik a „szocialista vívmányokat, és a szocialista világrendszer érdekeit.”
Arra való hivatkozással, hogy a jobboldal „dezorganizálta a CSKP-t”, „csak külső segítséggel lehetséges a rendet helyreállítani”, szovjet döntésre  1968. augusztus 21-én, szerdán hajnalban Bulgária, Lengyelország, Magyarország, a Német Demokratikus Köztársaság, és a Szovjetunió katonai erői összehangolt inváziót hajtottak végre Csehszlovákia ellen. A Varsói Szerződés tagállamai, ahogy az akkori propaganda nyilatkozta: „testvéri internacionalista segítséget” nyújtottak. A csehszlovák hadseregnek parancsa volt arra, hogy ne tanúsítson ellenállást. Az inváziós erők néhány nap alatt átvették az ország irányítását. Alexander Dubčeket és néhány politikus társát elfogták és katonai repülőgépen Moszkvába szállították. A Csehszlovákia elleni katonai invázió miatt amerikai kezdeményezésre hatalmas külpolitikai nyomás nehezedett a Szovjetunióra, így 1968. augusztus 27-én Dubčeket és néhány más reformert visszaszállították Prágába.
Az intervenció során a cseh határőrség is beszüntette tevékenységét, emiatt ideiglenesen megnyíltak a határok. Az újabb lezárásig a csehek addig nem látott méretű kivándorlási hulláma vette kezdetét, elsősorban Ausztrián keresztül, a nyugati demokrácia országait megcélozva. Mind a Varsói Szerződés részt vevő tagállamai, mind a Szovjetunió erőteljes külpolitikai nyomás alá került, hiszen minden nemzetközi fórum elítélte a katonai beavatkozást, de az egyes tagországok állampolgárai is tiltakoztak kormányuk döntése ellen.

### A szocializmus harmadik korszaka (1969–1990)

Csehszlovákia címere 1961-1989 között

Csehszlovákia 1969–1992

1969-től beköszöntött a „konszolidáció” időszaka. A változásoknak egyik első lépése volt, hogy 1969. január 1-jén az egységes csehszlovák államot legalábbis hivatalosan két formailag szuverén nemzeti tagállamra, a Cseh Szocialista Köztársaságra és Szlovák Szocialista Köztársaságra osztották fel. A közös állam neve Csehszlovák Szocialista Köztársaság maradt.

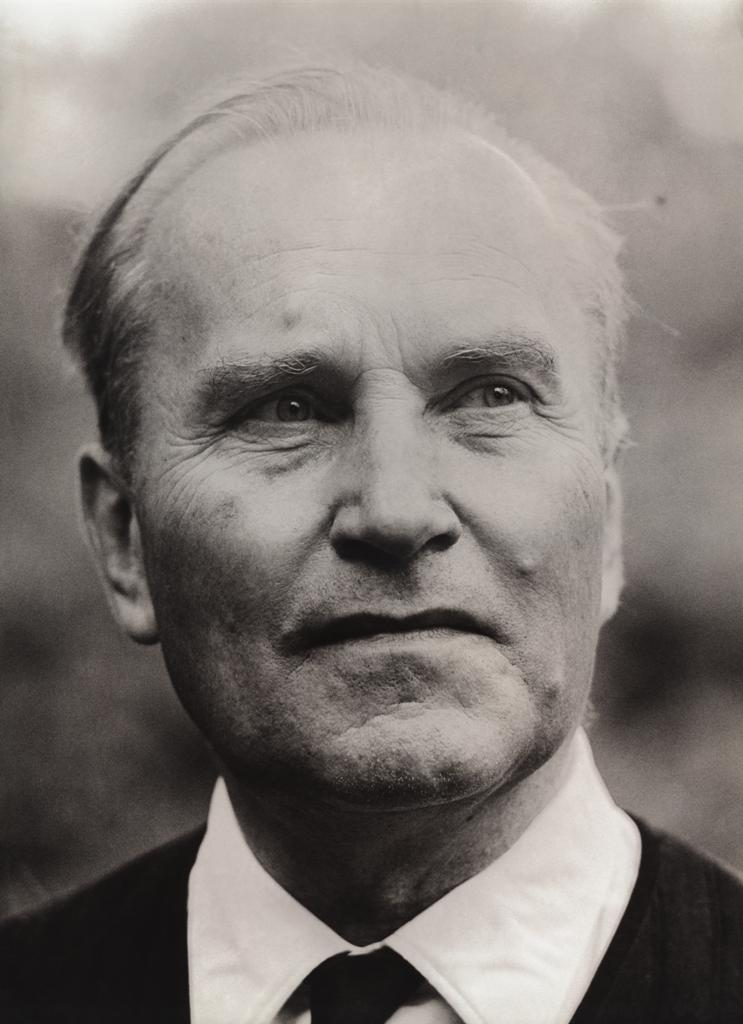
A cseh titkosrendőrség börtönében tisztázatlan körülmények között elhunyt (1977) Jan Patočka az antikommunista cseh ellenzék egyik jelképe lett

Bejárta a világsajtót a cenzúra, és a diktatúra nyomása ellen tiltakozva életét feláldozó Jan Palach (1969. január 16.), és Jan Zajíc (1969. február 25.) esete. A politikai „normalizálás” programjával 1969. április 17-én Gustáv Husákot választották meg a Csehszlovák Kommunista Párt vezetőjének, aki az elnöki tisztséget 1969. április 30-tól látta el. A Gustáv Husák által bevezetett és fenntartott konformizmus több mint húsz esztendeje alatt, eltávolítottak minden ideológiailag kényelmetlen személyt a vezető posztokról, és mindent elkövettek a tiltakozások, másképp gondolkodók elnyomására. Hisztérikusan reagált a Husák-kormány a kor egyik legjelentősebb belpolitikai tiltakozó mozgalmának, a Charta ’77 nyilatkozatára is.
Az 1977 januárjában megfogalmazott nem hivatalos polgári kezdeményezés, a Charta ’77 bírálta a kormányt, a csehszlovák államot, az emberi jogok, és polgári jogok sorozatos megsértése miatt. A Charta ’77 egyik vezetőjének tekintett dr. Jan Patočka cseh filozófust, miután találkozott a holland külügyminiszterrel, Max van der Stoellal, bevitték kihallgatásra a titkosrendőrségre, ahol a sorozatos kihallgatásokat követően váratlanul elhunyt. Temetése az antikommunista ellenzék egyik legjelentősebb megmozdulásává vált. A Husák-kormány egyik utolsó politikai áldozata Pavel Wonka volt, aki tisztázatlan körülmények között hunyt el a titkosrendőrség börtönében, 1988. április 26-án. A Gustáv Husák fémjelezte korszakban a Charta ’77, és más politikai ellenzéknek számító személyekkel szemben erőteljesen megnyilvánultak rendőrállami módszerek. Az állambiztonsági akciók, a megrendezett öngyilkosságok (mint például: Přemysl Coufal, Pavel Švanda), vagy megrendezett balesetek (Pl.: Jan Patočka osztálytársa, Luboš Holeček) időlegesen titokban maradtak.
Az erősen centralizált politikai élet mellett az 1970-es évek a Csehszlovák Szocialista Köztársaság számára bizonyos mértékű gazdasági fellendülést hozott. Növekedett a bruttó hazai termék, a hazai olcsó alapanyagok mellett a KGST országokból érkezett - eleinte szintén - olcsó energia és alapanyag révén jelentős ipari exportot tudtak elérni nem csak a KGST piacain, de a nyugati exportra is lehetőség nyílt. Ennek ellenére a technológiai és műszaki elmaradottság folyamatosan nőtt 1990-ig. Ez csak a rendszerváltás nyomán, a nyugati piacok megnyitásával vált egyértelművé. A KGST tagállamait is sújtó 1973-as és 1979-es olajválság hatására az 1980-as években elakadt a gazdaság fejlődése. Új beruházásokra egyre kevesebb jutott a költségvetésből, a nehézipar korábbi fejlődése megállt, az építőipar, és gépipar mellett minden más ipari ágazat stagnált. Az életszínvonal fokozatosan csökkent. A nyolcvanas évek végén kialakult és Gorbacsov nevével fémjelzett peresztrojka hatására, Csehszlovákia is nyitni kezdett a külvilág felé, és lépéseket tett a piacgazdaság, és a demokrácia irányába. 1989. december 29-én Gustáv Husák lemondott, és ezzel végeredményben győzött a bársonyos forradalom. Csehszlovákia demokratikus köztársasággá alakult. 1989 decemberében egyhangúlag megszavazták Václav Havelt köztársasági elnöknek.

### Csehszlovákia (1990–1992)

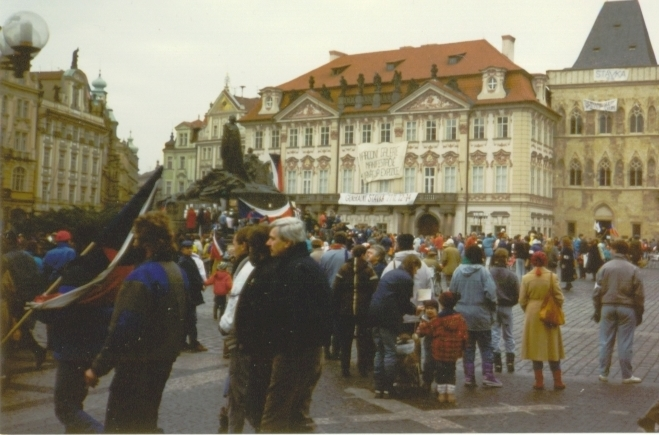
A prágai óváros, a Bársonyos Forradalom idején, 1989. november 17-én

A változásokkal együtt, megváltozott a föderáció elnevezése is. 1990. március 29-étől fogva hivatalosan Csehszlovák Szövetségi Köztársaság lett az új megnevezés. Ezt megelőzően, még március 1-jén, a szövetségi államok elnevezése változott: a Szlovák Szocialista Köztársaságból, Szlovák Köztársaság, míg március 6-án a Cseh Szocialista Köztársaságból lett Cseh Köztársaság.
Az 1989-es rendszerváltás után a két tagköztársaság elkülönülése felgyorsult. Csehország úgy vélte: önállóan könnyebb lesz az európai integrációba vezető útja, mint az elmaradottabb, keletre húzó Szlovákiával együtt. 1990-től fogva az addig elfojtott etnikai ellentétek is felerősödtek a szlovák és cseh részek között, amely konfliktus végül is a föderáció felbomlásához vezetett. 1992-ben tárgyalások útján megállapodtak arról, hogy 1993. január 1-jén Csehszlovákia felbomlik két teljesen különálló és teljesen független államra: a Cseh és a Szlovák Köztársaságra.
A szocialista korszak egészének mérlege kétségkívül Csehország számára volt negatívabb. Gazdasági pozíciói a 20. század elején még vele nagyjából egy szinten álló Németországhoz és Ausztriához képest jelentősen romlottak. A cseh ipar a KGST országok körében igen fejlettnek számított és ez végeredményben konzerválta a korábbi szerkezetet, nyugati versenytársaihoz képest lemaradt, Szlovákia viszont az átlagnál gyorsabban fejlődött korábbi, elmaradott szintjéről, működött egyfajta utolérési effektus. 1991-ben Szlovákia lakossága az egész országénak a 33,8%-át tette ki, és a GDP valamint az ipari termelés tekintetében már meghaladta az országos adat 29%-át.
A prágai tavasz 1968-as elfojtása után az 1980-as évek végéig Csehszlovákiában a klasszikus (neosztálinista) szocialista rendszer érvényesült, ezért a rendszerváltás után a piacgazdaság építése alacsonyabb szintről indult, mint Magyarország vagy Lengyelország esetében. Csehország azonban gyorsan a külföldi, főleg német tőke egyik kiemelt befektetési területévé vált.

## Gazdasága
Gazdaságának néhány jellemző adata az 1986-os évből: 179 000 személygépkocsi, 726 000 kerékpár, 524 000 hűtőszekrény, 209 000 színes tv-készülék, 2666 számítógép gyártása. A gabonafélék átlagos hozama 4,28 t/ha, össztermés 10,781 millió tonna. Az átlagfizetés 3022 korona volt.

## Sport
Labdarúgás: 1934-ben és 1962-ben világbajnoki ezüstérmesek, 1976-ban Európa-bajnokok lettek.